# バイオニックコマンドー
バイオニックコマンドー(Bionic Commando)は、2009年6月25日にカプコンが発売したXbox 360、PlayStation 3用の3Dアクションゲーム。1988年発売のファミリーコンピュータ用ゲーム『ヒットラーの復活 トップシークレット』から、ゲームシステムや世界観を引き継いだオリジナル作品である。2009年10月29日にはWindows XP/Vista版が発売された。開発はGRIN。
なお、本項では『バイオニック コマンドー マスターD復活計画』を『マスターD復活計画』と省略。2009年に発売されたジャンルがTPSおよび3Dアクションゲームの『バイオニックコマンドー』を、そのまま『バイオニックコマンドー』と表記した。

## 概要
本作は、左手にバイオニックアームを装着したFSA軍兵士「ネイサン・スペンサー」を操り、アメリカ合衆国のアセンション・シティという都市を舞台に、テロ活動でシティを急襲したバイオレインを掃討していく3Dアクションゲームである。2007年10月16日に制作発表され、約2年間の開発期間と、20億円の巨費を投じて制作された。当初は150万本の出荷を見込んでいたが、北米版の初月売り上げが2万7000本と奮わず、2009年7月末時点で全世界での総売り上げは、約55万本余りの売り上げに留まった。
発売から2か月後には開発を請け負ったGRINがキャッシュ・フローの悪化により閉鎖に陥っている。同会社のスタッフは直後にOutbreak Studiosという新会社を設立したが、GRIN名義でのタイトルは『バイオニックコマンドー』が最後となった。

### 『マスターD復活計画』との関連性
2008年発売のゲーム『バイオニック コマンドー マスターD復活計画』については、その関連性のみを記述する。ゲームそのものの解説については「トップシークレットの該当記事」を参照。
『バイオニックコマンドー』より先んじて、2008年8月13日にXbox 360、PS3のダウンロードタイトルとして発売された『マスターD復活計画』は世界観を共有する、いわば前作である。『ヒットラーの復活』のリメイク版として制作されたこの作品で、それまで日本と海外で名称の異なっていた作品名といくつかの固有名詞（ヒットラーやナチスに関連する言葉を、規制により諸外国で避けるため）、世界観などを全て統一している。また、これまで登場することがなかったネイサンの妻、エミリーを『マスターD復活計画』中の会話イベントやtipsに記載し、『バイオニックコマンドー』におけるストーリーの伏線としている。
『マスターD復活計画』をプレイし特定条件を満たすと『バイオニックコマンドー』において様々な特典がある。『マスターD復活計画』をクリアすると、『バイオニックコマンドー』でスペンサーのクラシックコスチュームを取得できるパスワードが手に入る。さらに『マスターD復活計画』で隠しアイテムであるパープルマトリックスを入手すると『バイオニックコマンドー』内の特定箇所にある隠し部屋に入れるパスワードが手に入る。
『マスターD復活計画』同様、隠しアイテムがあるが、それらのデザインは『マスターD復活計画』のグラフィックをモチーフにしている。またXbox 360用の実績の絵柄は、さらにそのリメイク元である『ヒットラーの復活』のドットをモチーフにしている。

## プロモーション・キャンペーン
『マスターD復活計画』の発売の際に、日本限定の映像として水木一郎が歌う主題歌のPVが配信されている（作詞は中井実、作曲は田中公平）。このPVは『バイオニックコマンドー』の製品版に「完全版」として収録されている。このPVで使われた楽曲は2009年6月10日にシングルCDで発売されている。
プロデューサーであるベン・ジャッドはゲームサイトのインタビュー、公式ブログの創設と運営、関連イベントの参加など精力的に宣伝活動をした。イベントでは等身大のバイオニック・アームを自ら装着し、主人公スペンサーのコスプレを披露している。Xbox 360用の配信ビデオにも参加している。
『バイオニックコマンドー』の発売直前となる2009年6月22日から6月29日にかけて『マスターD復活計画』の値段をPS3、Xbox 360のそれぞれで半額にするキャンペーンを実施している。

## 評価
海外ゲームサイトでは以下のように採点されている。得点は全て10点満点。
- Playstation Universe - 8点
- GamePro - 8点
- 3DJuegos - 7.7点
- IGN UK - 7点
- Worth Playing - 7点

日本では、1人の持ち点が10点のレビューを4人で行うファミ通クロスレビューにより、40点中34点（9+9+7+9）を記録しゴールド殿堂入りを果たした。また、ガジェット通信社のレビューでは5点中3点と評価されている。
スウィング・アクションに多くのレビュアーの関心が集まり、自由度の高いその操作性は「スウィングの王様」と評価された。一方で、堅実だが当たり障りがない、展開が単調といった評価も見受けられた。全体的な難易度は高いがその分やり応えがあり難所をクリアできた時は爽快で、一種の覚えゲーであるとも評されている。

## 操作
主人公スペンサーの左手に装備したバイオニックアームを利用した各種アクションは本作の最大の醍醐味である。伸縮自在のワイヤーのような特性を持つアームは、様々な物体に引っ掛けることができ、そこからスペンサーを振り子のようにスウィングさせることで、その反動を利用し長距離のジャンプが行える。この動作を繰り返すことでビルからビルを、地に足を付けることなく跳躍し続けるようなことも可能となる。また、断崖絶壁のような壁面でもアームの伸縮性と、どこにでも掴める特性を利用することで簡単に昇り降りができる。
一見、バイオニックアームを利用することでどこにでも移動できるように見えるが、一部の地域は核汚染が広がっているため侵入すると同時に急激に体力が減ってしまいゲームオーバーとなる。この他にも水没した都市群や渓谷などでは、溺死や落下死などのペナルティがある。
ゲームを進行することで登場人物や世界観に対するtipsが解除されていき、ストーリーの詳細を見ることができる。マップ中に点在する隠しアイテムを回収することでオプション内で見られるギャラリーが補填されていく。
「チャレンジ」では、武器やアームを利用した特定動作に関する課題が設けられていて、これらをクリアすることでスペンサーの体力の上限値や攻撃力、弾薬の保有数などのパラメーターが上昇するボーナスが得られる。

### 攻撃動作
バイオニックアームは移動の他にも敵を掴んで投げ飛ばしたり、物体を殴り飛ばして敵にぶつけるといったアクションが可能で、攻撃の面でも大いに活躍する。具体的には下記のようなものがある。ゲーム開始時にはこれらの技は全く使えないが、ゲームが進行すると思い出す形で徐々に修得していく。
- 降り注ぐ死 - 高所から急降下し、真下にいる敵を踏み潰す技。周辺の敵は落下の衝撃で体勢を崩すなど攻撃範囲が広い。
- スロースマッシュ - 敵や物体を殴り上げ宙に浮かせた後に、ボレーキックで第2目標に蹴りつける技。
- ジップキック - アームで敵を掴んだ後に、ワイヤーを急速に巻き取ると同時に接近しキックを浴びせる。
- リップ - 敵や列車をアームで掴み、引きずる技。
- カイティング - 掴んだ敵や物体を宙に振り上げ、そのまま第2目標に投げつける技。

#### 必殺技
上限が6つのアドレナリンゲージを全て満たすことで必殺技の発動が可能となる。このゲージは敵を倒すことで規定量上昇する。1度必殺技を発動するとゲージが空になる。
- ウィップスピン - スペンサーが地上にいる時に発動可能。アームを伸ばしながら回転させ、周囲の敵を広範囲に渡って薙ぎ倒す。
- トドメの一撃 - バイオメックやポリクラフト専用の必殺技。コックピット部分にアームを引っ掛けて発動させる。ハッチをこじ開け、操縦士を殴打した後に、コックピット内部から投げ落とす。敵の残体力にかかわらず、一撃で倒すことができる。
- 降り注ぐ死 - 通常の降り注ぐ死の強化版。効果範囲、威力が格段に上昇している。

### 武器
アームの他には、スペンサーは武器に様々な銃器類と、投擲武器の手榴弾を使用する。銃の種類は次の6種類である。
- TUNGSTEN - 弾薬が豊富だが威力は最小、一般兵に対してはヘッドショットさせることで一発死も狙える標準装備のハンドガン。
- YELENA - 遠距離の敵を狙撃することができるスナイパーライフル。
- BULLDOG - 直線起動に発射されターゲットを爆発させるグレネードランチャー。
- TARANTURA - ロックオンすることで目標を自動追尾するミサイルを発射する。
- HIKER - 1度に8発の榴散弾と1発の装甲貫通弾を発射するショットガン。
- ジョーのマシンガン - かつてスーパー・ジョーが使用したカスタムマシンガン。連射性に富む。

## マルチプレイ
本作はシングルプレイモードとは、別にオンライン対戦をプレイすることも可能である。対応人数は一部屋に2から8人まで、マルチプレイ専用のマップが16種類用意されている。
プレイモードは、自分以外の全てが敵となり規定時間およびトッププレイヤーが規定kill数に達するまで総kill数を競う「デスマッチ」、デスマッチのルールを2組のチームで行う「チームデスマッチ」、敵基地にあるフラッグを自基地に運ぶ「キャプチャー・ザ・フラッグ」の3種類がある。
マルチプレイでは、獲得したプレイヤーの能力を向上させる特殊アイテムと、上述の銃武器がステージの至る所に配置されており、これらを適確に使いこなすことでより戦果を上げられるようになる。

## ストーリー
『マスターD復活計画』から5年後。帝国軍のアルバトロス計画をFSA軍が打ち倒し、国民的英雄となったスペンサー。左手にバイオニックアームを装備した彼の活躍により、改めてバイオニック技術への軍事的効果に関心が集まっていく。その一方で「バイオニックが軍備競争の呼び水になるのではないか」との声が一般市民の間で高まり、バイオニック技術へのデモ活動を誘発するようになる。デモはいつしか暴動へと発展し、バイオニックの賛否を巡る論争とその問題の解決は国家的急務となっていく。
そんな中、反バイオニック派の暴動に加担したとして、かつての英雄スペンサーは国家反逆罪で逮捕されるという大事件が発生。スペンサーは死刑判決を受けてしまい刑務所に投獄されるが、実はスペンサーの逮捕は政府がバイオニック技術を撲滅するための国家規模の陰謀であった。
このスペンサーへの処分をきっかけに、政府は後に「バイオニック・パージ」と呼ばれる大規模なバイオニック禁止法を発令する。これは、バイオニック技術の開発禁止のみならず、体にバイオニック技術を移植するだけで処罰の対象とする厳しいものであった。バイオニック無しでは生きることすら難しい一部のバイオニック兵らは、この法令に反発するも、政府の弾圧には為す術がなく国外逃亡を余儀なくされた。国外に逃亡した彼らは、かつての帝国軍の残党と結託し、バイオレインという名の反政府テロ組織の一団を築くに至る。
それから5年後。これまで様々なテロを行ってきたバイオレインの活動はとうとう極致に達した。アセンション・シティを舞台に強力な爆弾の投下実験を試みたのである。この結果、都市は瞬く間に崩壊し、各地で核汚染が広がるなどFSA軍は壊滅的かつ絶望的な状況に追い込まれてしまう。スーパー・ジョーことジョセフ・ギブソンはこの未曾有の危機に、かつて共に帝国軍の野望を砕いたスペンサーを釈放し、現地へ軍事投入することを決断するのであった。
詳しくは公式サイトストーリーを参照のこと。

## 登場人物
各節は説明書や公式サイトに記載されてあるもののみを対象に記述している。詳細はゲーム中のtipsなどを参照。
ネイサン・スペンサー
本作の主人公。通称“ラッド”。死刑囚として投獄されていたが、アセンションシティによるテロを機に現場復帰を果たす。
スーパー・ジョー
本名ジョセフ・ギブソン。投獄中のスペンサーにエミリーの所在と引き換えに特殊任務の遂行を命じる。ゲーム中はスペンサーのナビゲーション役を担う。
エミリー・スペンサー
スペンサーの行方不明の妻。スペンサーが唯一感情を露にする存在。
ジェイン・マグダレン
スペンサーのかつての部下。通称マグ。地雷で失った脚部にバイオ・レッグを移植しており、常人以上の脚力がある。だが、バイオニック無しでは歩くことすらままならないため、バイオニック廃止令に反発しバイオレインに入隊する。
シルバー
バイオレインの幹部。その素性と正体は一切不明。ゲーム中に何度も遭遇する本ゲームの宿敵。常に仮面を被っている。

### 敵キャラクター
バイオレイン兵士
小銃と電磁ナイフで武装したバイオレインの兵士。小隊を組んでスペンサーを待ち受ける。
スタンダード・バイオメック
バイオレインが開発した起動式格闘スーツ。シールドとショットガンで武装している。前面からの攻撃に対して鉄壁の防御を誇るが、後部の装甲が薄いのが弱点である。
ポリクラフト
バイオメックの航空機タイプ。ガトリングガンとミサイルを装備しており中距離での戦闘を得意とする。バイオメックに比べると防御面で劣るが、機動性で勝る。

### ボス
ブラーク
マシンガンとロケット砲を搭載する武装ヘリコプター。増援としてポリクラフト数機もやってくる。『マスターD復活計画』の終盤で、マスターDが操縦するものと同じ仕様になる。
モホール
地下を猛スピードで移動する。目からレーザーや衝撃波を出してくる。

## コミック『Chain of Command』
上述のストーリー項にあるように、『マスターD復活計画』から『バイオニックコマンドー』までにはゲーム内の時間軸で約10年の開きがある。その間に実に様々な事件が起き、スペンサーやスーパー・ジョーを取り巻く環境も劇的に変化している。その間のエピソードを補足すべく日本以外の公式サイトでは32pのアメリカン・コミック『Bionic Commando:Chain of Command』（バイオニックコマンドー：指揮系統）が配信されており、無料で視聴することができる。
このコミックでは、主人公スペンサーを国家反逆罪へと追いやった「ブラックアウト作戦」を題材としたエピソードが展開されている。物語の後半で、「スペンサーがなぜ軍の命令に背いたのか?」、「なぜアルバトロス計画を共に阻止したことにより固い絆で結ばれているはずのスペンサーとジョーの関係が悪化したのか?」というストーリーの重大な要素が明らかにされている。
ライターはAndy Diggle、アーティストはColin Wilson。

## 関連商品
- バイオニックコマンドー/デッドライジング ASIN B002206VEK 2009年6月10日
- Bionic Commando Soundtrack（北米版） ASIN B002GHHHBU 2009年7月28日
- プレイヤーセレクト アクションフィギュア/ネイサン'ラッド'スペンサー（from バイオニック・コマンドー） 2009年ネカ社

## リンク
- 公式サイト
- バイオニックコマンドー・トップシークレットブログ